# Erlbach- und Auenbachtal bei Colditz
Erlbach- und Auenbachtal bei Colditz este o arie protejată (arie specială de conservare — SAC, sit de importanță comunitară — SCI) din Germania întinsă pe o suprafață de 433 ha, integral pe uscat.

## Localizare
Centrul sitului Erlbach- und Auenbachtal bei Colditz este situat la coordonatele 51°05′47″N 12°51′32″E / 51.0964°N 12.8589°E.

## Înființare
Situl Erlbach- und Auenbachtal bei Colditz a fost declarat sit de importanță comunitară în iunie 2002 pentru a proteja 7 specii de animale. Situl a fost protejat și ca arie specială de conservare în aprilie 2011.

## Biodiversitate
Situată în ecoregiunea continentală, aria protejată conține 7 habitate naturale: Cursuri de apă de la nivel de câmpie la nivel montan, cu vegetație Ranunculion fluitantis și Callitricho-Batrachion, Fânețe de joasă altitudine (Alopecurus pratensis, Sanguisorba officinalis), Păduri de fag Luzulo-Fagetum, Păduri de stejar sau de stejar și carpen sub-atlantice și medio-europene de Carpinion betuli, Păduri de stejar și carpen Galio-Carpinetum, Păduri pe pante, grohotișuri și ravene de Tilio-Acerion, Păduri aluvionare cu Alnus glutinosa și Fraxinus excelsior (Alno-Padion, Alnion incanae, Salicion albae).
La baza desemnării sitului se află mai multe specii protejate:
- mamifere (5): liliac cârn (Barbastella barbastellus), castor (Castor fiber), vidră de râu (Lutra lutra), liliac cu urechi mari (Myotis bechsteinii), liliac comun (Myotis myotis)
- nevertebrate (1): Osmoderma eremita
- pești (1): zglăvoacă (Cottus gobio)